# Psalm 128
Psalm 128 – jeden z psalmów mądrościowych zgromadzonych w biblijnej Księdze Psalmów.
Jego numer przyjęty został za Biblią hebrajską; Septuaginta i Wulgata nadają mu numer 127.

## Gatunek literacki i okoliczności powstania
Psalm 128, podobnie jak poprzedzający go Psalm 127 należy do utworów mądrościowych. Ma on charakter pouczenia i zachęty do dobrego postępowania.
Przyjmuje się, że psalm powstał po okresie niewoli.

## Treść i teologia
Psalm naucza o cechach prawdziwego szczęścia i błogosławieństwa Bożego. Jego warunkiem jest "bojaźń Pana" i kroczenie drogami jego przykazań, zaś widomymi znakami są: możliwość utrzymania z pracy własnych rąk, pomyślność materialna, udane życie rodzinne oraz liczne potomstwo. Psalm 128 przekonuje, że te wszystkie znaki są darem hojności Bożej, a od nich też zależy pomyślność Izraela.
Obrazy mające wyrażać szczęście rodzinne wzięte zostały z życia na wsi: m.in. żona – szczep winny z wieloma gronami oraz dzieci – gałązki drzewa oliwnego (uznawanego przez Izraelitów za symbol zamożności).
Psalm mógł służyć jako formuła błogosławieństwa dla narzeczonych i nowożeńców, którzy przybywali z pielgrzymką do Jerozolimy.